# Lijst van programma's van RTL 8
Dit is een lijst van programma's die worden uitgezonden door de Nederlandse televisiezender RTL 8. Indien bekend is tussen haakjes aangegeven in welke jaren het programma is uitgezonden.

## Programma's
Legenda

## A
|  | Programma                  | Periode | Presentatie/Medewerkers/Acteurs | Opmerkingen |
|  | -------------------------- | ------- | ------------------------------- | ----------- |
|  | As the World Turns (Serie) |         |                                 |             |
|  | Aspe (Serie)               |         |                                 |             |

## B
|  | Programma                          | Periode | Presentatie/Medewerkers/Acteurs | Opmerkingen |
|  | ---------------------------------- | ------- | ------------------------------- | ----------- |
|  | The Bachelor                       |         |                                 |             |
|  | Being Human (Serie)                |         |                                 |             |
|  | Bevallingsverhalen                 |         |                                 |             |
|  | The Bold and the Beautiful (Serie) |         |                                 |             |
|  | Boston Legal (Serie)               |         |                                 |             |
|  | Bouwbroers (Serie)                 |         |                                 |             |
|  | Brothers & Sisters (Serie)         |         |                                 |             |
|  | Bruiloft van ...                   |         |                                 |             |

## C
|  | Programma                            | Periode | Presentatie/Medewerkers/Acteurs | Opmerkingen |
|  | ------------------------------------ | ------- | ------------------------------- | ----------- |
|  | Charlie's Angels (Serie)             |         |                                 |             |
|  | Colin and Justin's Home Show (Serie) |         |                                 |             |
|  | Cougar Town (Serie)                  |         |                                 |             |
|  | CSI (Serie)                          |         |                                 | Herhalingen |
|  | CSI: Cyber (Serie)                   |         |                                 |             |
|  | CSI: Miami (Serie)                   |         |                                 | Herhalingen |
|  | CSI: New York (Serie)                |         |                                 | Herhalingen |

## D
|  | Programma                     | Periode | Presentatie/Medewerkers/Acteurs | Opmerkingen |
|  | ----------------------------- | ------- | ------------------------------- | ----------- |
|  | Debby's facelift voor je huis |         |                                 |             |
|  | Dr. Phil                      |         |                                 |             |
|  | Dr. Quinn, Medicine Woman     |         |                                 | Herhalingen |
|  | Dr. Who                       |         |                                 |             |
|  | Drop Dead Diva                |         |                                 |             |

## E
|  | Programma                | Periode | Presentatie/Medewerkers/Acteurs | Opmerkingen |
|  | ------------------------ | ------- | ------------------------------- | ----------- |
|  | Eastwick (Serie)         |         |                                 |             |
|  | Ellen (Serie)            |         |                                 |             |
|  | The Ellen DeGeneres Show |         |                                 |             |
|  | E.R. (Serie)             |         |                                 |             |
|  | Eredivisie Vrouwen       |         |                                 |             |

## F
|  | Programma                   | Periode | Presentatie/Medewerkers/Acteurs | Opmerkingen |
|  | --------------------------- | ------- | ------------------------------- | ----------- |
|  | Fabeltjeskrant (Serie)      |         |                                 |             |
|  | Fashion Trix                |         |                                 |             |
|  | Flying Doctors              |         |                                 |             |
|  | Friday Night Lights (Serie) |         |                                 |             |

## G
|  | Programma                | Periode    | Presentatie/Medewerkers/Acteurs | Opmerkingen |
|  | ------------------------ | ---------- | ------------------------------- | ----------- |
|  | The Game (Serie)         |            |                                 |             |
|  | Gavin & Stacey (Serie)   |            |                                 |             |
|  | Glamour Puds             |            |                                 |             |
|  | The Good Doctor (Serie)  | 2020-heden |                                 | Herhalingen |
|  | Gooische Vrouwen (Serie) |            |                                 | Herhalingen |
|  | Grey's Anatomy (Serie)   | 2020-heden |                                 | Herhalingen |

## H
|  | Programma               | Periode | Presentatie/Medewerkers/Acteurs | Opmerkingen |
|  | ----------------------- | ------- | ------------------------------- | ----------- |
|  | Harper's Island         |         |                                 |             |
|  | Herrie XXL              |         |                                 | Herhalingen |
|  | Het Imperium (Serie)    |         |                                 |             |
|  | Hoe schoon is jouw huis |         |                                 | Herhalingen |

## K
|  | Programma     | Periode | Presentatie/Medewerkers/Acteurs | Opmerkingen |
|  | ------------- | ------- | ------------------------------- | ----------- |
|  | Kings (Serie) |         |                                 |             |

## L
|  | Programma                           | Periode | Presentatie/Medewerkers/Acteurs | Opmerkingen |
|  | ----------------------------------- | ------- | ------------------------------- | ----------- |
|  | The L-Word (Serie)                  |         |                                 |             |
|  | Liefdesmakelaar                     |         |                                 |             |
|  | Little house on the prairie (Serie) |         |                                 | Herhalingen |

## M
|  | Programma                        | Periode    | Presentatie/Medewerkers/Acteurs | Opmerkingen |
|  | -------------------------------- | ---------- | ------------------------------- | ----------- |
|  | Married at first sight Australië | 2020-heden |                                 |             |
|  | Material Girl                    |            |                                 |             |
|  | McLeod’s Daughters (Serie)       |            |                                 |             |
|  | The Middle                       |            |                                 |             |
|  | Missing (Serie)                  |            |                                 |             |
|  | Moordvrouw (Serie)               | 2020-heden |                                 | Herhalingen |
|  | Muddling Trough                  |            |                                 |             |
|  | Murder She Wrote (Serie)         |            |                                 |             |

## N
|  | Programma                                   | Periode | Presentatie/Medewerkers/Acteurs | Opmerkingen |
|  | ------------------------------------------- | ------- | ------------------------------- | ----------- |
|  | The No.1 Ladies Detective Agency (Serie)    |         |                                 |             |
|  | The New Adventures of Old Christine (Serie) |         |                                 |             |

## O
|  | Programma              | Periode | Presentatie/Medewerkers/Acteurs | Opmerkingen |
|  | ---------------------- | ------- | ------------------------------- | ----------- |
|  | The Oprah Winfrey Show |         |                                 |             |

## P
|  | Programma                        | Periode | Presentatie/Medewerkers/Acteurs | Opmerkingen |
|  | -------------------------------- | ------- | ------------------------------- | ----------- |
|  | Parks and Recreation (Serie)     |         |                                 |             |
|  | The Pillars of the Earth (Serie) |         |                                 |             |
|  | Een plek onder de zon (Serie)    |         |                                 |             |
|  | Poirot (Serie)                   |         |                                 | Herhalingen |
|  | Privileged (Serie)               |         |                                 |             |

## R
|  | Programma                                    | Periode   | Presentatie/medewerkers/acteurs | Opmerkingen |
|  | -------------------------------------------- | --------- | ------------------------------- | ----------- |
|  | Reba (Serie)                                 |           |                                 |             |
|  | The Real Housewives of Atlanta (Serie)       |           |                                 |             |
|  | The Real Housewives of New Jersey (Serie)    |           |                                 |             |
|  | The Real Housewives of New York City (Serie) |           |                                 |             |
|  | The Real Housewives of Orange County (Serie) |           |                                 |             |
|  | Rita Rocks (Serie)                           |           |                                 |             |
|  | Het roer om                                  |           |                                 |             |
|  | RTL Telekids                                 | 2010-2020 |                                 |             |
|  | Teleshop 8                                   |           |                                 |             |

## S
|  | Programma                | Periode    | Presentatie/Medewerkers/Acteurs | Opmerkingen |
|  | ------------------------ | ---------- | ------------------------------- | ----------- |
|  | Sex and the City (Serie) |            |                                 |             |
|  | Silent Witness (Serie)   | 2020-heden |                                 | Herhalingen |
|  | The Starter Wife (Serie) |            |                                 |             |
|  | Style By Jury            |            |                                 |             |

## T
|  | Programma                       | Periode   | Presentatie/Medewerkers/Acteurs | Opmerkingen |
|  | ------------------------------- | --------- | ------------------------------- | ----------- |
|  | Tel Sell                        |           |                                 |             |
|  | RTL Telekids                    | 2010-2020 |                                 |             |
|  | Teleshop 8                      |           |                                 |             |
|  | Till Death (Serie)              |           |                                 |             |
|  | Topchef: De Jonge Professionals |           |                                 |             |
|  | The Tudors (Serie)              |           |                                 |             |
|  | TV Makelaar                     |           |                                 | Herhalingen |

## V
|  | Programma              | Periode | Presentatie/Medewerkers/Acteurs | Opmerkingen |
|  | ---------------------- | ------- | ------------------------------- | ----------- |
|  | Voetbalvrouwen (Serie) |         |                                 | Herhalingen |

## W
|  | Programma           | Periode | Presentatie/Medewerkers/Acteurs | Opmerkingen |
|  | ------------------- | ------- | ------------------------------- | ----------- |
|  | Weeds (Serie)       |         |                                 |             |
|  | What not to wear?   |         |                                 | Herhalingen |
|  | Wie doet de afwas?  |         |                                 | Herhalingen |
|  | Wonderwoman (Serie) |         |                                 |             |

## Y
|  | Programma                          | Periode | Presentatie/Medewerkers/Acteurs | Opmerkingen |
|  | ---------------------------------- | ------- | ------------------------------- | ----------- |
|  | The Young and the Restless (Serie) |         |                                 |             |